# Col Lebraut
Le col Lebraut est un col des Hautes-Alpes, sur la commune de Rousset, sur la D 3, route reliant Chorges à Espinasses.

## Cyclisme
Le col Lebraut a été gravi par le Tour de France lors de l'édition 2017, au cours de la 19e étape, et a été franchi à cette occasion en tête par le Français Romain Sicard.